# فيدي فيكو
فيدي فيكو (بالإسبانية: Fede Vico)‏ (4 يوليو 1994 قرطبة إسبانيا - ) هو لاعب كرة قدم إسباني، يلعب كلاعب وسط.

## روابط خارجية
- فيدي فيكو على موقع قاعدة بيانات كرة القدم.إي يو (الإنجليزية)
- فيدي فيكو على موقع Soccerbase.com (لاعب) (الإنجليزية)
- فيدي فيكو على موقع Soccerway.com (الإنجليزية)
- فيدي فيكو على موقع عالم كرة القدم.نت (الإنجليزية)
- فيدي فيكو على موقع AS.com (الإسبانية)